# How to Be
Pour plus de détails, voir Fiche technique et Distribution.
How to Be est un film britannique réalisé en 2008 par Oliver Irving.

## Synopsis
Arthur (Robert Pattinson) est un jeune homme qui, après s'être fait larguer par sa copine, décide de retourner vivre chez ses parents. Mais ces derniers ne lui ont jamais prêté beaucoup d'importance, ils restent persuadés que leur enfant est une personne sans le moindre avenir.
Un jour, ils décident de faire venir du Canada, un écrivain et coach personnel aux pratiques peu communes afin de l'aider.
Arthur va-t-il réussir à s'en sortir ?

## Fiche technique
- Titre : How to Be
- Réalisation : Oliver Irving
- Production : Michael Williams
- Pays d'origine : Royaume-Uni
- Format : Couleur
- Genre : Comédie dramatique
- Durée : 85 minutes
- Date de sortie : 2008

## Distribution
- Robert Pattinson (VF : Thomas Roditi) : Arthur
- Rebecca Pidgeon (VF : Colette Sodoyez) : mère d'Arthur
- Michael Irving (VF : Robert Guilmard) : père d'Arthur
- Powell Jones (VF : Bernard Faure) : Dr. Ellington
- Jeremy Hardy : Jeremy
- Johnny White (VF : Gauthier de Fauconval) : Ronny
- Mike Pearce (VF : Philippe Allard) : Nikki